# Olio agrumato
L'Olio agli agrumi è un olio di oliva che fa parte dei Prodotti agroalimentari tradizionali abruzzesi, prodotto in Provincia di Chieti, in Abruzzo.